# Melbourne
Melbourne (uitspraak: Melburn) is de hoofdstad van de Australische deelstaat Victoria, gesticht in 1835 door een groep kolonisten uit Tasmanië. In 1842 werd de nederzetting een stad. Melbourne heeft 5.245.182 inwoners en is sinds 2021 de grootste stad van Australië, iets groter dan Sydney. Tevens is Melbourne de zuidelijkste stad ter wereld met meer dan 1 miljoen inwoners.

## Geschiedenis
Melbourne is genoemd naar de Engelse staatsman Lord Melbourne, die ten tijde van de stichting van de stad (in 1835) net aan zijn 2e regeringsperiode als minister-president van Groot-Brittannië was begonnen en geboren was in het Engelse plaatsje Melbourne in Derbyshire. Aanvankelijk was het een rustig havenstadje maar dat veranderde bij het uitbreken van de goldrush in 1851. De goudzoekers arriveerden per schip in Melbourne, waar zij hun plan maakten en hun uitrusting aanschaften. De stad kreeg treinverbindingen met alle potentiële mijngebieden. Na hun actieve goudzoekperiode bleven veel avonturiers hangen in Melbourne, dat in 1855 hoofdstad was geworden van de nieuwe kolonie Victoria. In 1880 werd in de stad de Melbourne International Exhibition gehouden en in 1888 - '89 de Melbourne Centennial Exhibition

Van 1901 tot 1927 fungeerde Melbourne als zetel van het nieuwe Australische parlement en federale regering.

## Geografie en klimaat
Melbourne ligt aan de zuidoostkust van Australië, ongeveer 800 kilometer ten zuidwesten van Sydney. De stad ligt aan de Port Phillip Bay en is gebouwd rondom de rivier de Yarra.
| Maand                                   | jan  | feb  | mrt  | apr  | mei  | jun  | jul  | aug  | sep  | okt  | nov  | dec  | Jaar  |
| --------------------------------------- | ---- | ---- | ---- | ---- | ---- | ---- | ---- | ---- | ---- | ---- | ---- | ---- | ----- |
| Hoogste maximum (°C)                    | 45,6 | 46,4 | 41,7 | 34,9 | 28,7 | 22,4 | 23,3 | 26,5 | 31,4 | 36,9 | 40,9 | 43,7 | 46,4  |
| Gemiddeld maximum (°C)                  | 25,9 | 25,8 | 23,9 | 20,3 | 16,7 | 14,1 | 13,5 | 15,0 | 17,2 | 19,7 | 22,0 | 24,2 | 19,9  |
| Gemiddeld minimum (°C)                  | 14,3 | 14,6 | 13,2 | 10,8 | 8,6  | 6,9  | 6,0  | 6,7  | 8,0  | 9,5  | 11,2 | 12,9 | 10,2  |
| Laagste minimum (°C)                    | 5,5  | 4,5  | 2,8  | 1,5  | −1,1 | −2,2 | −2,8 | −2,1 | −0,5 | 0,1  | 2,5  | 4,4  | −2,8  |
|                                         |      |      |      |      |      |      |      |      |      |      |      |      |       |
| Neerslag (mm)                           | 47,3 | 48,1 | 50,4 | 57,3 | 56,0 | 49,2 | 47,6 | 50,1 | 58,0 | 66,2 | 60,3 | 59,3 | 649,6 |
| Regendagen (dag)                        | 8,4  | 7,5  | 9,4  | 11,8 | 14,6 | 15,4 | 16,1 | 16,1 | 14,9 | 14,2 | 11,8 | 10,4 | 150,6 |
| Relatieve luchtvochtigheid (%)          | 47   | 48   | 49   | 52   | 59   | 63   | 61   | 56   | 53   | 50   | 49   | 47   | 52,9  |
| Bron: Bureau of Meteorology (Australië) |      |      |      |      |      |      |      |      |      |      |      |      |       |

## Demografie
Melbourne wordt beschouwd als de culturele en modehoofdstad van Australië. De stad is bijzonder multicultureel (ongeveer een derde van de bevolking is niet in Australië geboren). Zo zijn er Griekse, Italiaanse, Turkse, Chinese en Vietnamese wijken. De stad beschikt over vele goede restaurants.

## Bestuurlijke indeling
Het stedelijk gebied van Melbourne omvat 31 gemeenten met als centrum de gemeente Melbourne (City of Melbourne). Daarnaast is Melbourne ook opgedeeld in stadsdelen of wijken (suburbs). Sommige stadsdelen behoren tot meer dan één gemeente.

### Lijst van gemeenten
Deze lijst bevat de 31 gemeenten die tot het stedelijk gebied van Melbourne behoren.
| Gemeente             | Inwonertal (2018) | Oppervlakte (km2) | Dichtheid |
| -------------------- | ----------------- | ----------------- | --------- |
| Melbourne            | 169.961           | 37,4              | 4.550,3   |
| Port Phillip         | 113.200           | 20,7              | 5.466,2   |
| Stonnington          | 116.207           | 25,7              | 4.530,2   |
| Yarra                | 98.521            | 19,5              | 5.041,4   |
| Banyule              | 130.237           | 62,5              | 2.083,5   |
| Bayside              | 105.718           | 37,2              | 2.841,0   |
| Boroondara           | 181.289           | 60,2              | 3.012,6   |
| Darebin              | 161.609           | 53,5              | 3.022,4   |
| Glen Eira            | 153.858           | 38,7              | 3.976,6   |
| Hobsons Bay          | 96.470            | 64,2              | 1.501,7   |
| Kingston             | 164.431           | 91,4              | 1.788,7   |
| Manningham           | 125.508           | 113,3             | 1.107,3   |
| Maribyrnong          | 91.387            | 31,2              | 2.926,7   |
| Monash               | 200.077           | 81,5              | 2.455,4   |
| Monee Valley         | 127.883           | 43,1              | 2.964,5   |
| Moreland             | 181.725           | 51,0              | 3.566,6   |
| Whitehorse           | 176.196           | 64,3              | 2.741,1   |
| Brimbank             | 208.714           | 123,4             | 1.691,4   |
| Cardinia             | 107.120           | 1.282,6           | 83,5      |
| Casey                | 340.419           | 409,4             | 831,4     |
| Frankston            | 141.845           | 129,6             | 1.094,5   |
| Greater Dandenong    | 166.094           | 129,5             | 1.282,1   |
| Hume                 | 224.394           | 503,9             | 445,4     |
| Knox                 | 163.203           | 113,9             | 1.432,7   |
| Maroondah            | 117.498           | 61,4              | 1.913,3   |
| Melton               | 156.713           | 527,5             | 297,1     |
| Mornington Peninsula | 165.822           | 724,2             | 229,0     |
| Nillumbik            | 64.941            | 432,3             | 150,2     |
| Whittlesea           | 223.322           | 489,7             | 456,0     |
| Wyndham              | 255.322           | 542,1             | 471,0     |
| Yarra Ranges         | 158.173           | 2.468,2           | 64.1      |

## Bezienswaardigheden

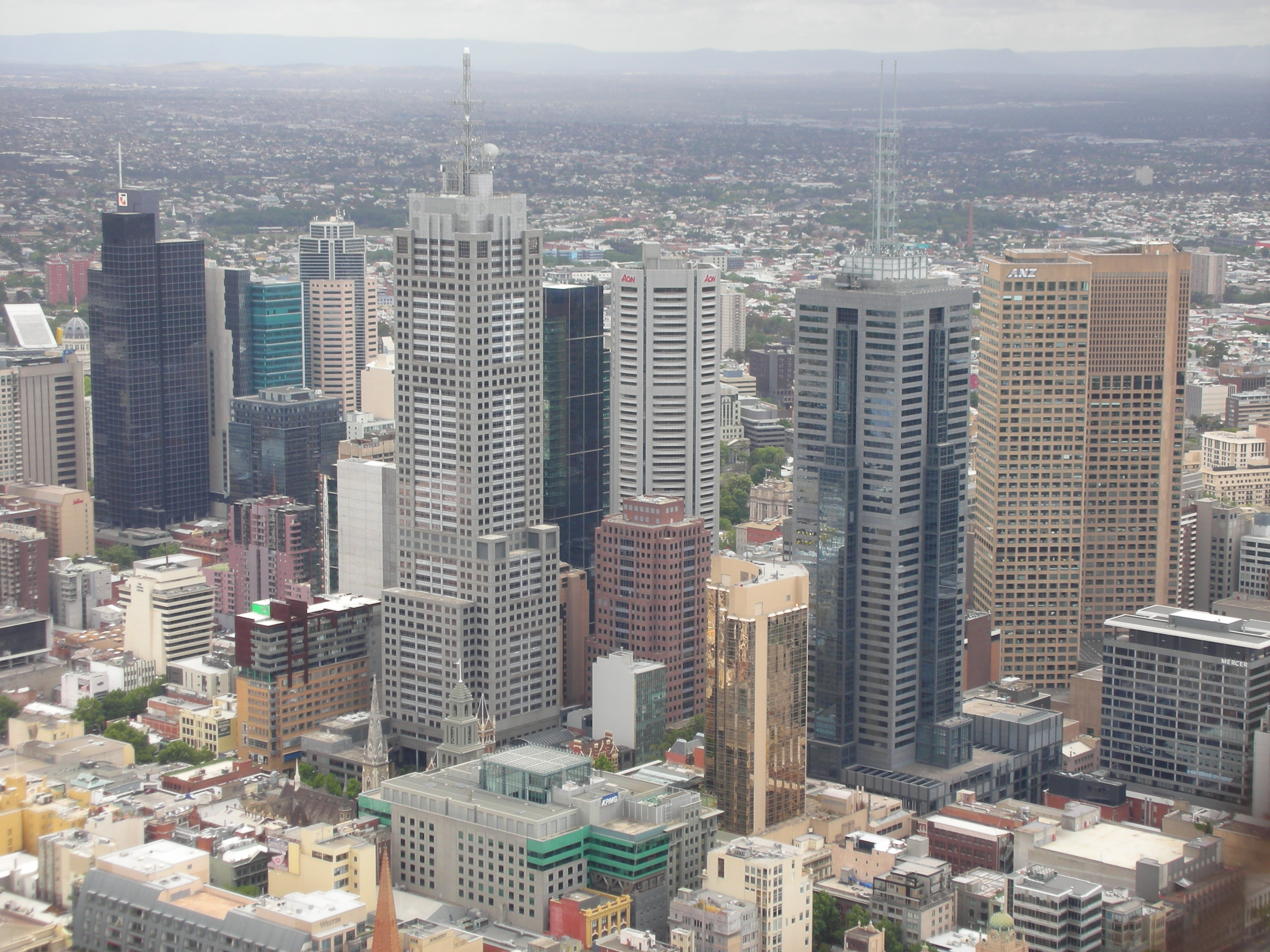
Wolkenkrabbers in Melbourne

De Royal Botanic Gardens zijn na de Kew Gardens in Londen de grootste botanische tuinen ter wereld. De stad wordt ook wel de 'Garden City' genoemd vanwege de vele parken en ander groen die in de zeer uitgestrekte stad te vinden zijn.
Een bekend plein in Melbourne is Federation Square, naast het knooppunt Flinders Street Station. Hier tegenover bevindt zich St. Paul's Cathedral en aan Federation Square bevindt zich ook het Australian Centre for the Moving Image.
In de stad staat ook de Staatsbibliotheek van Victoria.
In de Melbourne Zoo zijn Australische dieren te bekijken en in het Melbourne Aquarium zijn onder andere pinguïns, roggen en vele vissensoorten te vinden.

## Cultuur

### Muziek
- Little River Band, dicht bij de stad Geelong opgerichte pop- rockband.
- Melbourne shuffle, een dansstijl
- The Eternal

### Musea en beeldenparken
Enkele musea in Melbourne zijn:
- Museum Victoria
  - Immigration Museum (Flinders Street)
- National Gallery of Victoria (Southbank)
- Ian Potter Museum of Art in de Universiteit van Melbourne
- Australian Centre for Contemporary Art (Southbank)
- Australian Centre for the Moving Image (Federation Square)
- Heide Museum of Modern Art (Bulleen)
- Grainger Museum over Australische muziek en de musicus Percy Aldridge Grainger

Drie belangrijke beeldenparken bevinden zich in en rond Melbourne:
- Beeldenpark van het Heide Museum of Modern Art, (Bulleen)
- La Trobe University Sculpture Park, (Bundoora)
- McClelland Gallery and Sculpture Park, (Langwarrin)

### literatuurstad
Melbourne is een  UNESCO City of Literature.

## Verkeer en vervoer

Overzicht van spoorlijnen in Melbourne. (2019)

Het stratenplan van het stadscentrum heeft de vorm van een rooster, en de straten van het zakencentrum staan haaks op elkaar. Dit stratenplan wordt het Hoddle Grid genoemd. 

### Openbaar vervoer
Het openbaar vervoer in Melbourne en de rest van Victoria wordt beheerd door Public Transport Victoria. Melbourne heeft een voorstadspoorweg bestaande uit 16 spoorlijnen die samenkomen in het centrum in de deels ondergrondse City Loop. De belangrijkste stations zijn Flinders Street Station en Southern Cross Station. Vanuit dit laatste station vertrekken intercitytreinen naar andere steden in Victoria, en naar Sydney, Adelaide en Canberra.
Daarnaast heeft Melbourne het grootste tramnetwerk ter wereld met een totale lengte van 250 km (dubbel) spoor. Trams in het centrum zijn gratis (Free Tram Zone). In het Central Business District rijdt de City Circle Tram rond langs alle bekende plekken. Deze tramlijn is gericht op het vervoer van toeristen.
Vanuit de haven in Port Melbourne vertrok tot 23 oktober 2022 de Spirit of Tasmania, de veerboot naar Devonport op Tasmanië. Sindsdien vertrekt deze uit het 75 kilometer westelijker gelegen Geelong.  
Melbourne Airport is een internationaal vliegveld gelegen bij de plaats Tullamarine 22 kilometer buiten de stad. Andere vliegvelden nabij Melbourne zijn Avalon Airport, Essendon Airport en Moorabbin Airport.

## Sport
Melbourne staat bekend om zijn Formule 1-circuit genaamd Albert Park, waar jaarlijks de Grote Prijs van Australië wordt verreden.
In 1956 werden de Olympische Spelen in Melbourne georganiseerd. Het succes van de Australische zwemmers tijdens deze Spelen heeft bijgedragen aan de populariteit van de Melbourne City Baths.
Daarnaast vindt er jaarlijks, op Melbourne Park in januari, de Australian Open, een van de vier grandslamtoernooien in het tennis, plaats.
In tegenstelling tot Sydney en Brisbane, waar rugby erg populair is, wordt in Melbourne meer aandacht geschonken aan Australian Football. In sommige parken in Melbourne bevinden zich ook velden waarop het gespeeld kan worden, zoals in Princes Park en Fawkner Park.
In de paardensport is de Melbourne Cup een begrip.
Melbourne heeft ook twee professionele voetbalclubs. Melbourne Victory en Melbourne City spelen allebei in de A-League.
Ten slotte is het Melbourne Cricket Ground een belangrijk centrum voor cricket.
In 2010 organiseerde Melbourne het wereldkampioenschap wielrennen.

## Stedenbanden
- Boston (Verenigde Staten), sinds 1985
- Los Angeles (Verenigde Staten)
- Milaan (Italië), sinds 2004
- Osaka (Japan), sinds 1978
- Sint-Petersburg (Rusland), sinds 1989
- Thessaloniki (Griekenland), sinds 1984
- Tianjin (China), sinds 1980

## Bekende personen uit Melbourne

### Overleden
- Louis Buvelot (1814-1888), Zwitsers kunstschilder, fotograaf en onderwijzer
- Annie Timmermans (1919-1958), Nederlands zwemster